# Saint-Sauveur-Camprieu
Saint-Sauveur-Camprieu település Franciaországban, Gard megyében. Lakosainak száma 212 fő (2022. január 1.). Saint-Sauveur-Camprieu Meyrueis, Dourbies, Lanuéjols és Val-d'Aigoual községekkel határos.

## Népesség
A település népessége az elmúlt években az alábbi módon változott:
| Lakosok száma | 218  | 201  | 198  | 261  | 259  | 254  | 245  | 224  | 221  | 212  |
|               | 1968 | 1982 | 1990 | 2006 | 2013 | 2015 | 2017 | 2019 | 2020 | 2022 |